# Veronica Gentili
Veronica Gentili (Roma, 9 luglio 1982) è una conduttrice televisiva, attrice e regista teatrale italiana.

## Biografia
Figlia dell'avvocato Giuseppe Gentili e della gallerista Maria Antonietta Santi, nota come Netta Vespignani, dopo gli studi classici presso il liceo ginnasio statale Terenzio Mamiani si diploma all'Accademia nazionale d'arte drammatica Silvio D'Amico nel 2006. Il 9 agosto dello stesso anno ha debuttato sia come attrice sia come sceneggiatrice e regista al Silvano Toti Globe Theatre con l'Otello di William Shakespeare nella versione tradotta da Salvatore Quasimodo. Première andata in scena per quattro serate consecutive e che ha visto impegnati anche Davide Lorino nel ruolo del Moro di Venezia, Veronica in quello di Desdemona, Francesco Montanari in Montano, Roberto Pappalardo (co-regista) in Iago, Guja Quaranta (figlia dello scenografo premio Oscar Gianni Quaranta) in Bianca, Giorgia Salari in Emilia, Alessandro Scaretti in Roderigo e Matteo Taranto in Cassio. Per il cinema anni prima aveva preso parte al film Come te nessuno mai di Gabriele Muccino del 1999. Per la televisione e il teatro, ha collaborato anche nella stesura di alcune sceneggiature.
Dal 2006 al 2013 oltre al teatro è stata nei cast di 16 tra lungometraggi, corti, fiction e serie televisive. Sospesa parzialmente l'attività recitativa a favore del giornalismo, inizia la collaborazione con il Fatto Quotidiano il 21 giugno 2013 per poi passare alla direzione della rubrica settimanale Facce di Casta dal 21 marzo 2016, tutti i lunedì. È iscritta all'albo dei giornalisti pubblicisti dal 17 marzo 2015. Contestualmente all'impegno con il Fatto acquisisce notorietà in qualità di opinionista in diverse trasmissioni di attualità e politica, principalmente su LA7 (Piazzapulita, Coffee Break, L'aria che tira), e sui canali Mediaset a Dalla vostra parte (Rete 4). Per Sky Arte la ritroviamo al fianco di Dario Vergassola in Sei in un Paese meraviglioso e su Radio 24 ne I Funamboli. Il passaggio alla co-conduzione avviene nella primavera del 2018 per il programma Stasera Italia ove, oltre a commentare le elezioni politiche italiane del 2018, passerà alla guida del medesimo talk (alternandosi con Barbara Palombelli) nelle versioni: Stasera Italia - Weekend e durante le vacanze estive e nelle festività natalizie Stasera Italia - News. Nel 2020 ha ricevuto il premio Sulmona di giornalismo. Nello stesso anno la rivista Forbes Italia l'ha inserita tra le cento donne di successo in Italia. Il 26 novembre è uscito il suo primo libro Gli immutabili, per La nave di Teseo.
Tra la fine dell'estate e l'inizio dell'autunno del 2021 ha fatto il suo esordio alla conduzione di due nuovi programmi di approfondimento sociopolitico e di genere rotocalco: Buoni o cattivi il martedi su Italia 1 e dall'11 settembre Controcorrente sempre su Rete 4 prodotto dalla Videonews, per la regia di Donato Pisani (autori Anna Corti, Alessandro Montanari, Giuseppe Dimasi); in diretta dal Centro Safa Palatino tutti i week-end in access prime time e in prima serata con lo spin-off Controcorrente - Prima serata.
A Buoni o cattivi, andato in onda per quattro puntate dal 7 al 28 settembre, ha avuto come ospitati i rapper Emis Killa e Clementino, la giornalista sportiva Diletta Leotta e il velocista Marcell Jacobs. Numerosi i leader politici italiani intervistati nella sua carriera, prima a Stasera Italia, poi a Controcorrente; da Giuseppe Conte durante la sua Presidenza del Consiglio a Giorgia Meloni, da Silvio Berlusconi a Matteo Salvini, da Vincenzo De Luca a Matteo Renzi, da Enrico Letta a Carlo Calenda, soprattutto nella parte iniziale dell'attuale programma domenicale, riservata principalmente al dibattito a due con la padrona di casa.
Dal 3 ottobre 2023 conduce su Italia 1 il programma Le Iene. Dal 7 maggio 2025 è diventata la conduttrice della diciannovesima edizione del reality L'isola dei famosi al suo esordio in una produzione di Canale 5.

### Gli anni del teatro
Nella puntata del 1º dicembre 2021 del Maurizio Costanzo Show, a proposito del suo momentaneo allontanamento dalla recitazione, ha confermato che: "in realtà non ho mai veramente lasciato, un pezzo resta dentro. Non ho mai rotto con il passato rinnegando quello che ho fatto prima. Me lo porto molto dietro. Credo sia utilissimo per il lavoro che faccio adesso".
Oltre all'accademia ha frequentato lo stage sul Metodo Strasberg (da Lee Strasberg) diretto da Michael Margotta (2003), alcuni seminari e stage di danza e improvvisazione a cura di Monica Vannucchi (2004-2005) e il laboratorio in lingua inglese diretto da Wyn Jones e Wendy Allnutt (GuildHall Academy of London) su testo di Patrick Marber (2005). In teatro da segnalare, tra gli altri, la partecipazione in diversi ruoli negli spettacoli: La sala dei professori di Piero Maccarinelli (2003), Crimini e Misfatti di M. Ferrero (2004) e I tre moschettieri di Attilio Corsini (2004). Stesso anno e stesso regista per Central Park West e a seguire A solo e Tre drammi brevi (entrambi del 2005) rispettivamente di Lorenzo Salvetti e Vitaliano Trevisan. Firma la sua prima regia nel 2006 con l'Otello di Shakespeare, poi è il turno di Quattro Stanze con bagno sempre di Trevisan e di nuovo alla direzione con What a Face (2007). Nel 2007 ha partecipato anche a Honour di J. Murray Smith e A casa dell'Ingegner Monte Martini di Franco Però. Gentili torna nuovamente a dirigere in teatro nel 2008 (la sua terza regia) con Il misantropo per poi lavorare per Piero Maccarinelli in Il Romanzo di Ferrara.

## Vita privata
Veronica Gentili è la sorellastra di Alessandro Vespignani, docente di fisica, informatica e scienze della salute presso la Northeastern University di Boston e direttore e fondatore del Laboratory for the modeling of Biological and Socio-technical System, figlio di Netta e del suo precedente marito, il pittore Renzo Vespignani.

## Filmografia

### Cinema
- Come te nessuno mai, regia di Gabriele Muccino (1999)
- Family Game, regia di Alfredo Arciero (2007)
- Signorina Effe, regia di Wilma Labate (2008)
- Le ombre rosse, regia di Francesco Maselli (2009)
- Passannante, regia di Sergio Colabona (2011)
- Balkan Bazar, regia di Edmond Budina (2011)
- L'isola dell'angelo caduto, regia di Carlo Lucarelli (2012)
- Third Person, regia di Paul Haggis (2013)
- Vinodentro, regia di Ferdinando Vicentini Orgnani (2013)

### Televisione
- Provaci ancora prof! – serie TV, 1 episodio (2005)
- Don Matteo – serie TV, episodio 5x07 (2006)
- Romanzo criminale - La serie – serie TV, 3 episodi (2008-2010)
- Provaci ancora prof! – serie TV, 7 episodio (2009)
- Il commissario Rex – serie TV, 1 episodio (2011)
- Viso d'angelo – miniserie TV, 4 episodi (2011)
- R.I.S. Roma 3 - Delitti imperfetti – serie TV, episodio 3x18 (2012)

### Cortometraggi
- I colpevoli, regia di Svevo Moltrasio – cortometraggio (2007)[29]
- Tempus, regia di Ivano Fachin – cortometraggio (2011)
- La casa delle conchiglie, regia di Domiziano Cristopharo – cortometraggio (2015)
- Sarà per un'altra volta, regia di Adriano Giannini – cortometraggio (2016)

## Programmi televisivi
- Piazzapulita (LA7, 2013-2015) opinionista
- Coffee Break (LA7, 2016) opinionista
- L'aria che tira (LA7, 2017) opinionista
- TGTG (TV2000, 2017)
- Sei in un Paese meraviglioso (Sky Arte, 2017)
- Dalla vostra parte (Rete 4, 2018) opinionista
- TG4 (Rete 4, 2018)
- Stasera Italia (Rete 4, 2018-2020)
  - Stasera Italia - Estate (Rete 4, 2019)
  - Stasera Italia - Weekend (Rete 4, 2018-2021)
  - Stasera Italia - News (Rete 4, 2020-2021)
- Controcorrente (Rete 4, 2021-2023)
  - Controcorrente - Prima serata (Rete 4, 2021-2023)
- Buoni o cattivi (Italia 1, 2021)
- Le iene (Italia 1, dal 2023)
  - Le iene Show (Italia 1, dal 2025)
- L'isola dei famosi (Canale 5, dal 2025)

## Opere
- Gli immutabili, La nave di Teseo, 2020,  p. 224, ISBN 88-9395-080-4.

## Riconoscimenti
- Forbes Italia
  - 2020 – Inserimento tra le cento donne di successo in Italia[12][13]
- Premio Sulmona
  - 2020 – Premio giornalismo[11]